# Calyptrophora pillsburyae
Calyptrophora pillsburyae är en korallart som beskrevs av Bayer 200. Calyptrophora pillsburyae ingår i släktet Calyptrophora och familjen Primnoidae. Inga underarter finns listade i Catalogue of Life.